# Montereale
Montereale é uma comuna italiana da região dos Abruzos, província de Áquila, com cerca de 2 893 habitantes. Estende-se por uma área de 104 km², tendo uma densidade populacional de 28 hab/km². Faz fronteira com Amatrice (RI), Barete, Borbona (RI), Cagnano Amiterno, Campotosto, Capitignano, Cittareale (RI), Pizzoli, Posta (RI).

## Demografia
| Variação demográfica do município entre 1861 e 2011                               |
|                                                                                   |
| Fonte: Istituto Nazionale di Statistica (ISTAT) - Elaboração gráfica da Wikipedia |